# Armand Fouché d’Otrante
Armand Cyriaque Francois Fouché d’Otrante, född 25 mars 1800 i Paris, död 26 februari 1878, var en svensk militär. 
Armand var den tredje sonen till Napoleon I:s polisminister Joseph Fouché (1759-1820) och blev så småningom den tredje hertigen (1862) av d'Otrante. Tillsammans med sin yngre bror Paul Athanase flyttade han 1822 till Sverige. Båda erbjöds av kung Karl XIV Johan att gå i svensk militärtjänst och Armand fick plats vid Livgardet till häst och blev utnämnd till officer. Han gjorde en resa till Nordamerika 1843 och 1844 och förvärvade under denna resa etnografika från prärieindianerna. Under sin resa hade han en guide, den redan då berömde pälsjägaren Etienne Provost och reste från St. Louis norrut uppför Missourifloden. Dessa föremål finns på Etnografiska museet i Stockholm. 
År 1870 köpte Armand Stjärnholms herrgård utanför Oxelösund i Södermanland. Han förblev ogift.